# Dušan Mandić
Dušan Mandić (serbisk kyrilliska: Душан Мандић), född 16 juni 1994 i Kotor, är en montenegrofödd serbisk vattenpolospelare. Han ingick i Serbiens landslag vid olympiska sommarspelen 2012. Som junior spelade han först för Montenegro.
Mandić spelade åtta matcher och gjorde ett mål i herrarnas vattenpoloturnering i London där Serbien tog brons. Han spelade också för det serbiska landslag som vann den olympiska vattenpoloturneringen 2016 i Rio de Janeiro.
Mandić tog EM-guld 2014 i Budapest. VM-guld blev det i samband med världsmästerskapen i simsport 2015. Vid VM 2017 tog han en bronsmedalj.
Mandić gjorde tre mål i OS-finalen när Serbien besegrade Grekland med 13–10 för att vinna herrarnas turnering i vattenpolo vid olympiska sommarspelen 2020.